# Сёльыб
Сёльыб (коми Сёльыб) — деревня в Удорском районе Республики Коми, входит в состав сельского поселения Чернутьево.

## География
Деревня находится на левом берегу реки Мезень, на расстоянии примерно 28 км (по прямой) к северо-западу от села Кослан, административного центра района.

### Часовой пояс
Деревня Сёльыб, как и вся Республика Коми, находится в часовой зоне МСК (московское время). Смещение применяемого времени относительно UTC составляет +3:00.

## История
Известна с 1859 года как деревня Селибская, встречается также название Селиба. Названа по местной речке Сёль, которая впадает в Мезень рядом с деревней.

## Население
| 2010 |
| ---- |
| 194  |

### Национальный состав
Согласно результатам переписи 2002 года, в национальной структуре населения коми составляли 64 % из 311 чел.